# Bolsward (gemeente)
Bolsward (Fries: Boalsert) was een gemeente in de Nederlandse provincie Friesland. De gemeente telde 9916 inwoners (1 januari 2010, bron: CBS) en had een oppervlakte van 9,42 km², waarvan 0,29 km² water. Hiermee was Bolsward qua oppervlakte de kleinste gemeente van Friesland. Per 1 januari 2011 ging Bolsward op in de nieuwe gemeente Súdwest-Fryslân.
De hoofdplaats en enige officiële kern binnen de voormalige gemeente is de gelijknamige stad Bolsward. Binnen de gemeentegrenzen lag verder alleen nog de buurtschappen Knossens, Laad en Zaad (deels) en Spreeuwenstein.

## Politiek

### Zetelverdeling gemeenteraad
De gemeenteraad van Bolsward bestond uit dertien zetels. Hieronder staat de samenstelling van de gemeenteraad van 1998 tot 2006:
| CDA              | 5  | 4  | 5  |
| PvdA             | 2  | 2  | 4  |
| Bolswards Belang | 3  | 4  | 2  |
| VVD              | 2  | 2  | 1  |
| GroenLinks       | 1  | 1  | 1  |
| Totaal           | 13 | 13 | 13 |

### Burgemeesters
- Lijst van burgemeesters van Bolsward

## Aangrenzende gemeenten
| Aangrenzende gemeenten | Aangrenzende gemeenten | Aangrenzende gemeenten | Aangrenzende gemeenten | Aangrenzende gemeenten |
| ---------------------- | ---------------------- | ---------------------- | ---------------------- | ---------------------- |
|                        |                        |                        |                        |                        |
|                        |                        |                        |                        |                        |
| Wonseradeel            | Wymbritseradeel        |                        |                        |                        |
|                        |                        |                        |                        |                        |
|                        |                        |                        |                        |                        |

## Geboren in Bolsward
- Joop Mulder (1953-2021), horeca-ondernemer en theaterproducent; oprichter van het Oerolfestival op Terschelling

Aengwirden (1934) · Almenum (1816) · Baarderadeel (1984) · Barradeel (1984) · het Bildt (2018) · Bolsward (2011) · Boornsterhem (2014) · Dokkum (1984) · Dongeradeel (2019) · Doniawerstal (1984) · Ferwerderadeel (2019) · Franeker (1984) · Franekeradeel (1984) · Franekeradeel (2018) · Gaasterland (1984) · Gaasterland-Sloten (2014) · Haskerland (1984) · Hemelumer Oldeferd (1984) · Hennaarderadeel (1984) ·  Hindeloopen (1984) · Idaarderadeel (1984) · IJlst (1984) · Kollumerland en Nieuwkruisland (2019) · Lemsterland (2014) · Leeuwarderadeel (2018) · Littenseradeel (2018) · Menaldumadeel (2018) · Nijefurd (2011) · Oostdongeradeel (1984) · Rauwerderhem (1984) · Schoterland (1934) · Skarsterlân (2014) · Sloten (1984) · Sneek (2011) · Stavoren (1984) · Tjum (1816) · Utingeradeel (1984) · Westdongeradeel (1984) · Wonseradeel (2011) · Workum (1984) · Wymbritseradeel (1984) · Wymbritseradeel (2010)

Grietenij · Kwartieren van Friesland